# Перпл-Сейдж (Вайомінг)
Перпл-Сейдж (англ. Purple Sage) — переписна місцевість (CDP) в США, в окрузі Світвотер штату Вайомінг. Населення — 319 осіб (2020).

## Географія
Перпл-Сейдж розташований за координатами 41°33′5″ пн. ш. 109°19′13″ зх. д. / 41.55139° пн. ш. 109.32028° зх. д. (41.551389, -109.320215).  За даними Бюро перепису населення США в 2010 році переписна місцевість мала площу 0,85 км², уся площа — суходіл.

## Демографія
Згідно з переписом 2010 року, у переписній місцевості мешкало 535 осіб у 172 домогосподарствах у складі 119 родин. Густота населення становила 629 осіб/км².  Було 202 помешкання (237/км²).
Расовий склад населення:
| - 72,3 % — білих - 2,6 % — чорних або афроамериканців - 1,7 % — корінних американців - 0,4 % — вихідців з тихоокеанських островів - 0,2 % — азіатів - 18,9 % — осіб інших рас |

До двох чи більше рас належало 3,9 %. Частка іспаномовних становила 32,5 % від усіх жителів.
За віковим діапазоном населення розподілялося таким чином: 37,2 % — особи молодші 18 років, 58,7 % — особи у віці 18—64 років, 4,1 % — особи у віці 65 років та старші. Медіана віку мешканця становила 27,8 року. На 100 осіб жіночої статі у переписній місцевості припадало 122,0 чоловіків;  на 100 жінок у віці від 18 років та старших — 121,1 чоловіків також старших 18 років.
Цивільне працевлаштоване населення становило 461 осіб. Основні галузі зайнятості: мистецтво, розваги та відпочинок — 43,6 %, роздрібна торгівля — 24,7 %, освіта, охорона здоров'я та соціальна допомога — 10,8 %, сільське господарство, лісництво, риболовля — 8,0 %.